# Jesús Hernández de la Iglesia
Jesús Hernández de la Iglesia (Soria, 1906-San Esteban de Gormaz, 31 de julio de 1995) fue el letrista de las Canciones Sanjuaneras.

## Biografía
Fue inspector de trabajo de la Delegación de Soria. Compartió autoría con Francisco García Muñoz desde sus años juveniles en todas las Canciones Sanjuaneras y la larga amistad que les unió les llevó a colaborar en otras composiciones. Murió en San Esteban de Gormaz en 1995.
Tanto músico como letrista se ganaron el aprecio de los sorianos, que no han dejado de homenajearles a lo largo de casi ocho décadas. Declarados hijos predilectos de la ciudad, se les dedicó en vida dos calles del municipio y, por suscripción popular, se levantó en su honor en 1989 un monumento con sus bustos en la Alameda de Cervantes junto al Árbol de la Música.

## Canciones Sanjuaneras
La música que suena durante las Fiestas de San Juan o de la Madre de Dios son las llamadas Canciones Sanjuaneras, un extenso repertorio que es coreado incluso en fiestas de otras regiones. Hasta su difusión en el siglo XX, en San Juan se cantaban coplas populares. En 1932, el compositor Francisco García Muñoz y el letrista Jesús Hernández de la Iglesia empiezan a crear la banda sonora de las fiestas con la canción Viva el jurao, cuyas estrofas acabarían integrándose en el pasodoble La Saca, de 1944. En realidad es en 1936 cuando tiene éxito la primera sanjuanera, titulada Fiestas de San Juan (también un pasodoble), que como el resto de sus composiciones será interpretada por la banda municipal de música de Soria, de la cual García Muñoz fue el primer director (desde 1932 y durante cuatro décadas).
Pasada la guerra, los dos músicos van añadiendo casi todos los años una creación hasta que en 1965 suman ya 26 canciones, la mayoría pasodobles, aunque entre los ritmos también hay valses y jotas, que hablan de las fiestas y sus días. El repertorio de estos dos músicos cuenta con otras cinco canciones, las dos últimas de 1989.